# 国鉄タキ5600形貨車
国鉄タキ5600形貨車（こくてつタキ5600がたかしゃ）は、かつて日本国有鉄道（国鉄）に在籍した私有貨車（タンク車）である。
本形式より改造され別形式となったタキ5650形についても本項目で解説する。

## タキ5600形
タキ5600形は、シクロヘキサノン専用の30t 積タンク車として1957年（昭和32年）4月24日から1963年（昭和38年）12月27日にかけて10ロット14両（コタキ5600 - コタキ5613）が造機車輌、富士重工業の2社で製作された。
本形式の他にシクロヘキサノンを専用種別とする形式は、他に例がなく唯一の存在であった。
所有者は関東電化工業、三井物産の2社でありそれぞれの常備駅は、群馬県の渋川駅、和歌山県の紀三井寺駅である。
1965年（昭和40年）7月12日に4両（コタキ5610 - コタキ5613）の専用種別変更（シクロヘキサノン→シクロヘキシルアミン）が行われ、形式名は新形式であるタキ5650形とされた。（後述）
1966年（昭和41年）2月28日から同年11月29日にかけて3両（コタキ5600、コタキ5601、コタキ5603）の専用種別変更（シクロヘキサノン→シクロヘキサン）が行われ、形式名は新形式であるタキ5550形（コタキ5550 - コタキ5552）とされた。
1970年（昭和45年）7月6日から同年10月2日にかけて2両（コタキ5609、コタキ5604）の専用種別変更（シクロヘキサノン→塩酸）が行われ、タキ5050形に編入（コタキ5068、コタキ5076）された。
荷役方式は、タンク上部のマンホールからの上入れ、吐出管を用いた下出し方式である。
車体色は黒色、寸法関係は全長は11,800mm、全幅は2,450mm、全高は3,853mm、台車中心間距離は7,700mm、実容積は32.3m3、自重は16.5t - 18.5t、換算両数は積車5.0、空車1.8であり、台車はベッテンドルフ式のTR41Cであった。
1986年（昭和61年）11月29日に最後まで在籍した1両（コタキ5602）が廃車となり同時に形式消滅となった。

## タキ5650形
1965年（昭和40年）7月12日にタキ5600形より4両（コタキ5610 - コタキ5613）の専用種別変更（シクロヘキサノン→シクロヘキシルアミン）が行われ、形式名は新形式であるタキ5650形とされた。
記号番号表記は特殊標記符号「コ」（全長 12 m 以下）を前置し「コタキ」と標記する。
所有者は種車時代と変わらず関東電化工業であり常備駅は、群馬県の渋川駅である。
1970年（昭和45年）11月2日に2両（コタキ5652 - コタキ5653）の専用種別変更（シクロヘキシルアミン→塩酸）が行われ、タキ5050形に編入（コタキ5074 - コタキ5075）された。
荷役方式は、タンク上部のマンホールからの上入れ、吐出管を用いた下出し方式である。
車体色は黒色、寸法関係は全長は11,800mm、全幅は2,450mm、全高は3,853mm、台車中心間距離は7,700mm、実容積は32.3m3、自重は18.5t、換算両数は積車4.5、空車1.8であり、台車はベッテンドルフ式のTR41Cであった。
1986年（昭和61年）11月29日に最後まで在籍した2両（コタキ5650 - コタキ5651）が廃車となり同時に形式消滅となった。